# Delta Cryogenic Second Stage
Le Delta Cryogenic Second Stage (DCSS) est une famille d'étages supérieurs de fusée utilisée sur les lanceurs Delta III et Delta IV, et sur le lanceur lourd Space Launch System.

## Motorisation

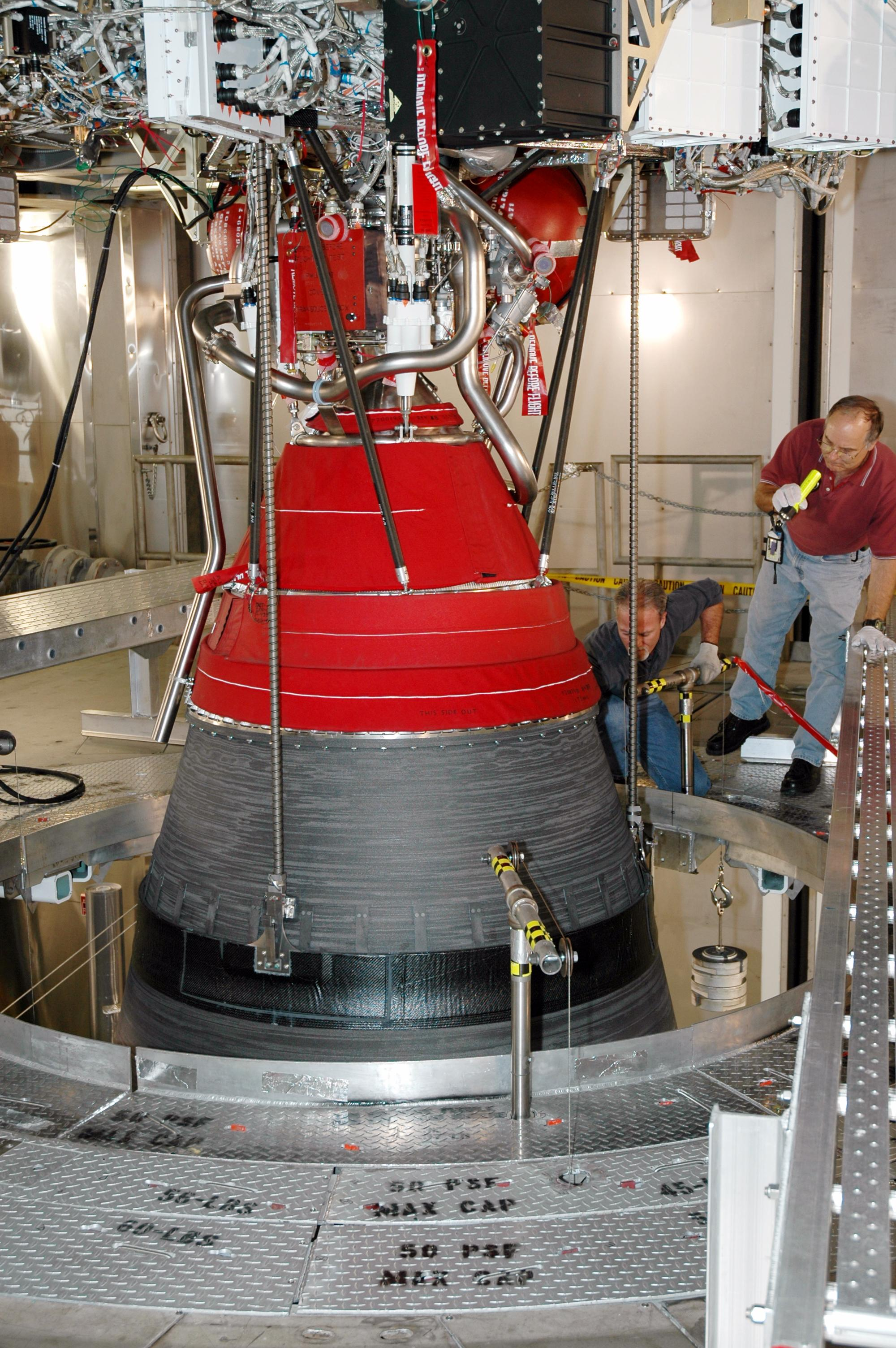
Test du déploiement de la partie extensible de la tuyère du RL-10B-2.

Le Delta Cryogenic Second Stage est équipé du moteur cryogénique RL-10B-2 d'Aerojet Rocketdyne, brûlant de l'hydrogène liquide et de l'oxygène liquide et fournissant une poussée de 110 kN avec une impulsion spécifique de 462 s.
Le moteur possède la particularité d'avoir une tuyère à divergent extensible, afin d'obtenir une bonne impulsion spécifique dans le vide tout en limitant la longueur de l'étage avant déploiement.

## Utilisation

### Delta III
Le Delta Cryogenic Second Stage utilisé sur le lanceur Delta III emporte 16 780 kg d'ergols pour une durée totale de propulsion d'environ 700 s.

### Delta IV
Deux versions du Delta Cryogenic Second Stage équipent le lanceur Delta IV : une version de 4 mètres de diamètre pour les Delta IV Medium et Medium+ (4,2), et une version de 5 mètres de diamètre pour les Delta IV Medium+ (5,2), Medium+ (5,4) et Heavy. Les deux versions emportent respectivement 20 410 kg et 27 200 kg d'ergols, pour une durée totale de propulsion de respectivement 850 s et 1 125 s environ.

### Space Launch System
Une version modifiée du Delta Cryogenic Second Stage équipe la version Block I du lanceur lourd Space Launch System sous le nom Interim Cryogenic Propulsion Stage (ICPS). Il devrait être remplacé dans les versions ultérieures par l'Exploration Upper Stage (EUS). Le premier vol, Artemis I, a eu lieu le 16 novembre 2022.

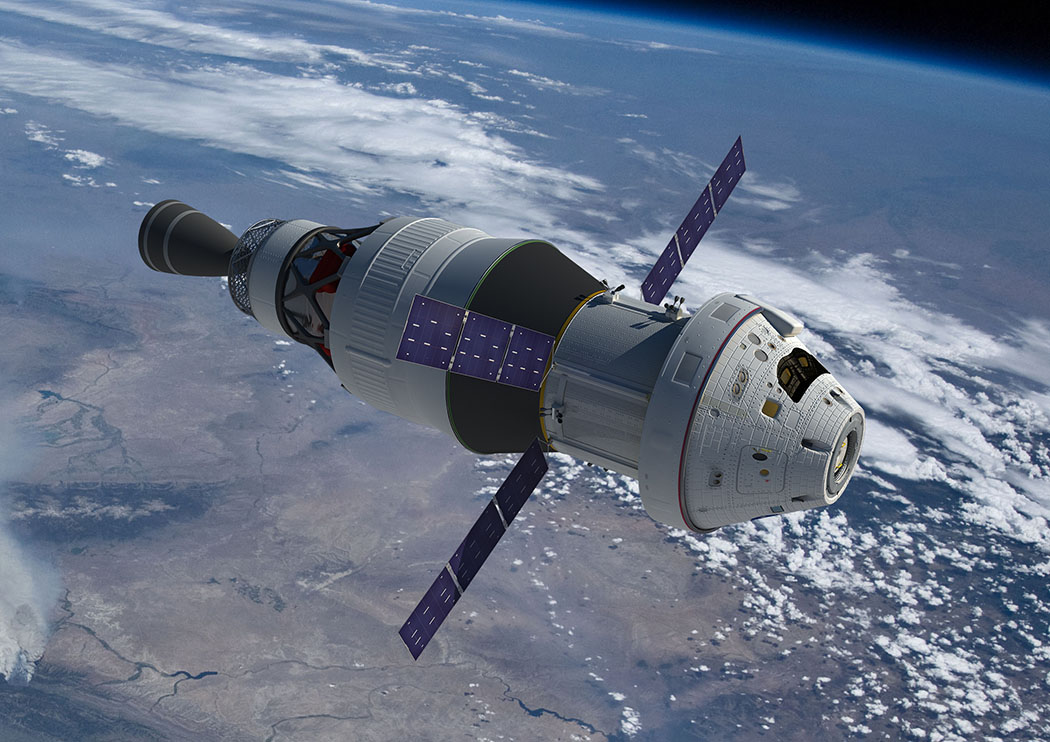
Vue d'artiste du Interim Cryogenic Propulsion Stage.
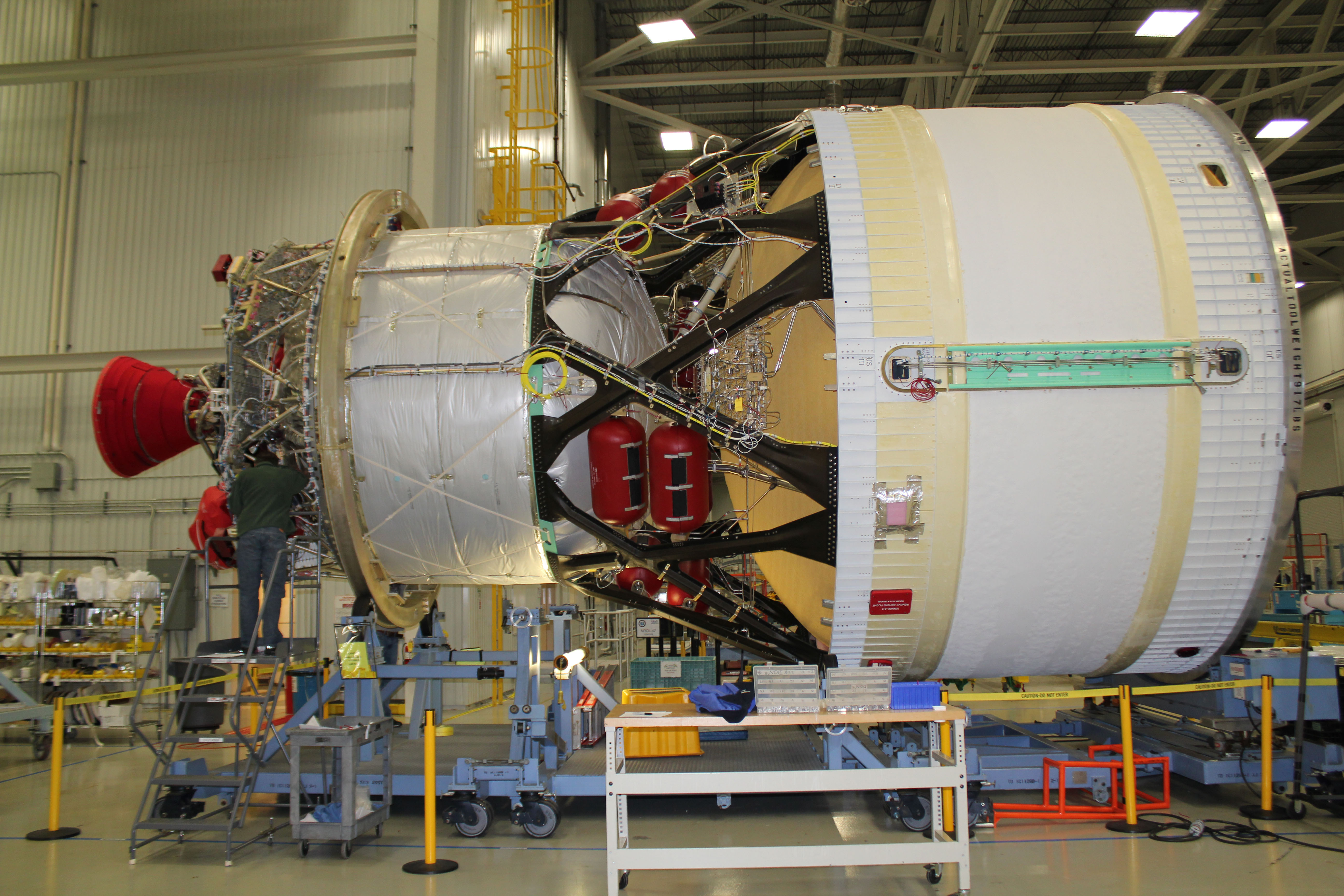
Le deuxième étage ICPS pour la mission Artemis I.